# Defne Şahin

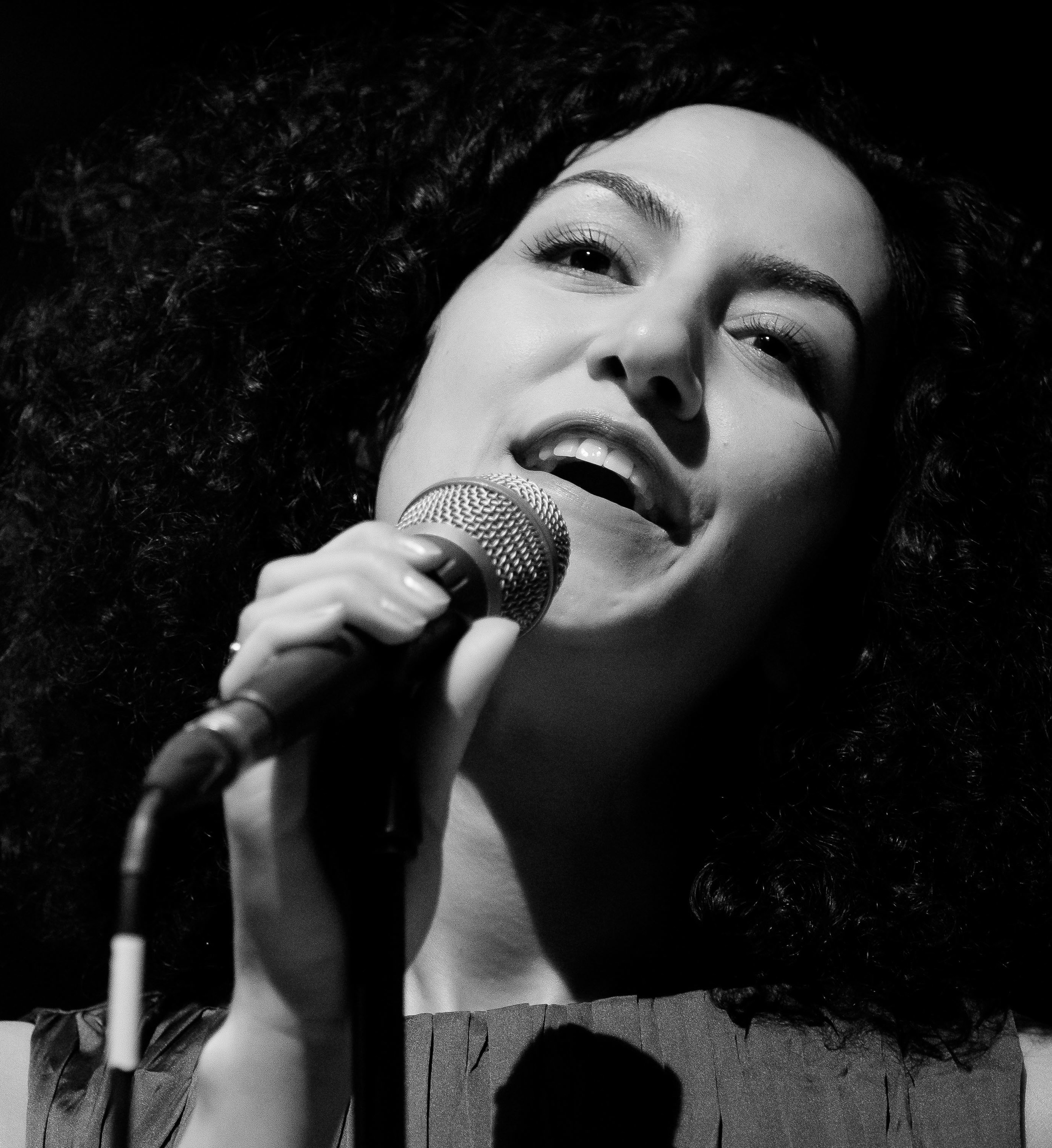
Defne Şahin, 2015

Defne Şahin (* 1984 in Berlin) ist eine deutsch-türkische Jazzmusikerin (Gesang, Komposition, Liedtexte).

## Leben und Wirken
Şahin wuchs in Berlin auf. Im Kindergarten erhielt sie eine musikalische Früherziehung; mit fünf Jahren spielte sie Piano und sang im Kinderchor und anschließend im Schulchor. Ab 2006 studierte sie am Jazz-Institut Berlin bei Judy Niemack, später auch bei Kurt Rosenwinkel und John Hollenbeck; längere Studienaufenthalte führten sie nach Barcelona an die Escola Superior de Música de Catalunya sowie nach Salvador da Bahia. Von 2011 bis Mitte 2012 pendelte sie zwischen Berlin und Istanbul, danach zog sie nach New York City, wo sie mit Stipendien zwei Jahre an der Manhattan School of Music bei Theo Bleckmann und Gretchen Parlato studierte. Nach dem Abschluss ihres Masters 2014 blieb sie zunächst in New York, wo sie mit Musikern wie Shai Maestro, Marike van Dijk (The Stereography Project) und Jay Clayton im Cornelia Street Café, der Rockwood Music Hall und in der Carnegie Hall auftrat.
Şahins Debütalbum Yaşamak – to Live with the Words of Nâzım Hikmet (2011), auf dem sie die Lieder Hikmets ausschließlich auf Türkisch interpretierte, wurde von Double Moon Records (und in der Türkei von Kalan Müzik) veröffentlicht und von der Kritik als „Beginn einer Erfolgskarriere“ gelobt (Jazzthetik). Ihr zweites Album Unravel (2016) entstand in New York und wurde von Guillermo Klein produziert. Auf ihrem 2023 erschienenen Album Hope setzte sie sich mit Gedichten von Emily Dickinson auseinander.

## Preise und Auszeichnungen
Şahin wurde sowohl 2010 mit dem Studiopreis des Berliner Senats, 2011 als Teilnehmerin des PopCamp vom Deutschen Musikrat sowie mit einem Stipendium der Elsa Neumann Stiftung ausgezeichnet. 2016 wurde sie von der Initiative Musik gefördert; 2017 erhielt sie das Jazz-Stipendium des Berliner Senats. Erstmals war sie als Artist in Residence 2016 für einen Monat in der Kulturakademie Tarabya in Istanbul; erneut war sie 2018 Stipendiatin der Kulturakademie.

## Diskographische Hinweise
- Yaşamak (Double Moon Records/Kalan Müzik 2011, mit Matti Klein, Ofer Wetzler, Lucía Martínez)
- Unravel (Fresh Sound Records 2016, mit Fabian Almazan, Petros Klampanis, Henry Cole sowie Keisuke Matsuno und Guillermo Klein)[5]
- Hope (Berthold Records 2023, mit Johannes von Ballestrem, Keisuke Matsuno, Simon Jermyn, Martin Krümmling)